# Nuestra Señora de Monserrate (Hormigueros)

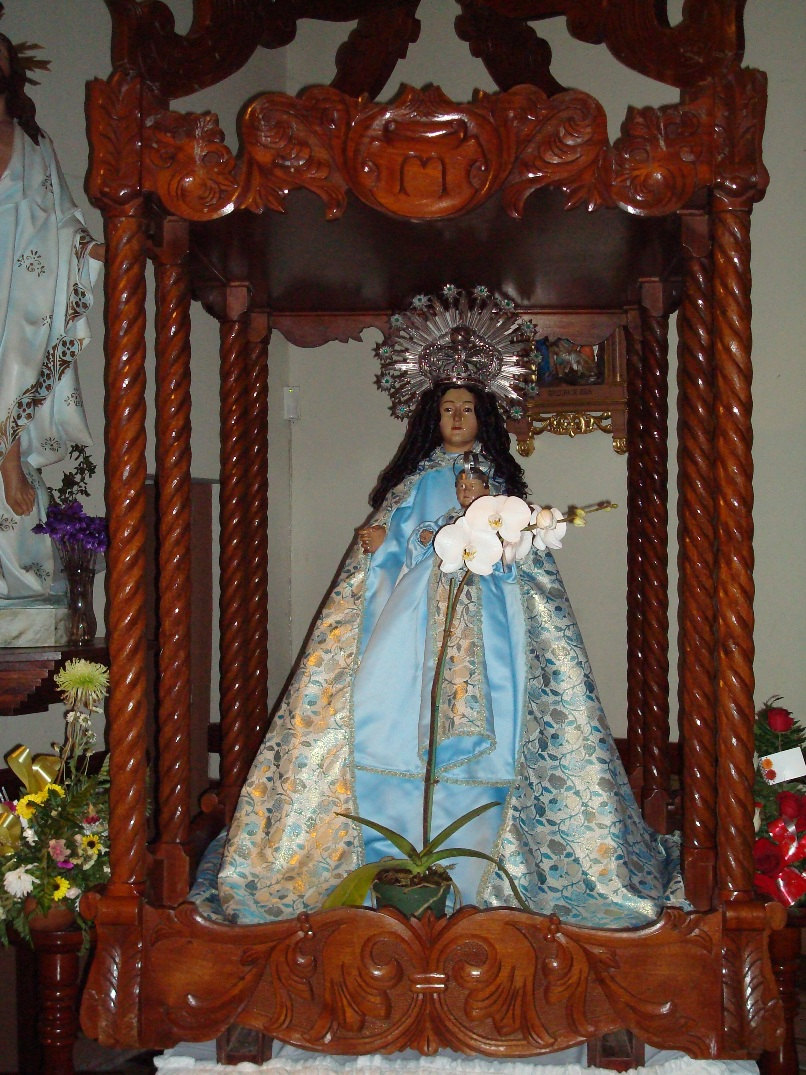
La nostra Senyora de la Monserrate.

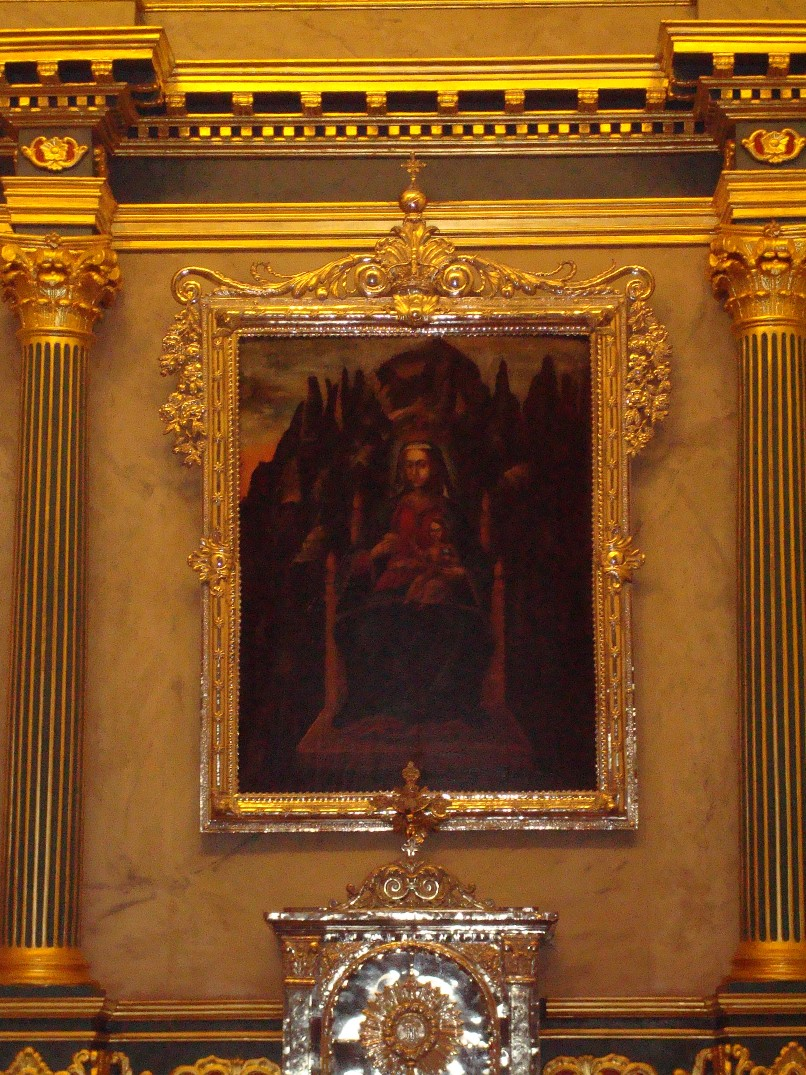
Quadre de la Verge de Monserrate en l'Altar de la Basílica amb les muntanyes de Montserrat al fons.

Nostra Senyora de Monserrate és la Patrona del poble de Hormigueros, Puerto Rico. La seva festivitat se celebra el 8 de setembre.
Pertany al grup de les anomenades verges negres que tant es va estendre per l'Europa romànica i el significat de la qual ha donat lloc a múltiples estudis.

## Origen i Miracles

### Primer Miracle
Explica la llegenda que l'any 1590 un camperol porto-riqueny anomenat Giraldo González es trobava en el pujols que avui coneixem com a Hormigueros, recollint joncs per fer cistells. De sobte, li va sortir un toro salvatge que va escometre contra ell, aquest en veure que no podia grimpar a un arbre, ni fugir per estar al costat d'un precipici, ni defensar-se amb el seu matxet, es va encomanar a la Verge exclamant "Afavoreix-me benvolguda Senyora de Monserrate".
En l'acte la bèstia va doblegar genolls i va baixar el cap fins al terra sense fer mal a Giraldo. En el cel havia aparegut la Mare de Jesús que fent un gest amb la seva mà esquerra ordenava al toro que s'agenollés.
En agraïment al favor rebut, Giraldo González va construir en el topall d'aquest pujol una petita ermita de tova. Ja el Santuari començava a aixecar al cel quan esdevenir el segon miracle.

### Segon Miracle
Giraldo González tenia una filla de vuit anys que es va perdre pel bosc que envoltava la santa muntanya. Quinze dies va durar la recerca, finalment van trobar a la nena en bon estat de salut, alegre i amb la seva roba neta, igual com el dia en què es va perdre. En preguntar-li com havia sobreviscut sense aliments, va dir que una dona li havia donat menjar tot aquell temps, afalagant-la i acariciant-la com fa una mare. D'aquí van entendre que aquesta dona era la Verge de Monserrate, de qui el seu pare era un gran devot.

## Devoció a la Verge de Monserrate
La notícia dels miracles ocorreguts en aquella muntanya d'Hormigueros aviat van arribar els més remots racons de l'illa i des d'aquest moment, les peregrinacions arribaven contínuament. Durant més de 400 anys el culte a la verge no ha estat interromput. Al llarg d'aquestes centúries, dia i nit, han cremat i continuen cremant llums votives del poble portoriqueny que devot i agraït honra al seu Déu venerant a la seva Verge Mare.

## Ermita, Santuari, Parròquia, Basílica

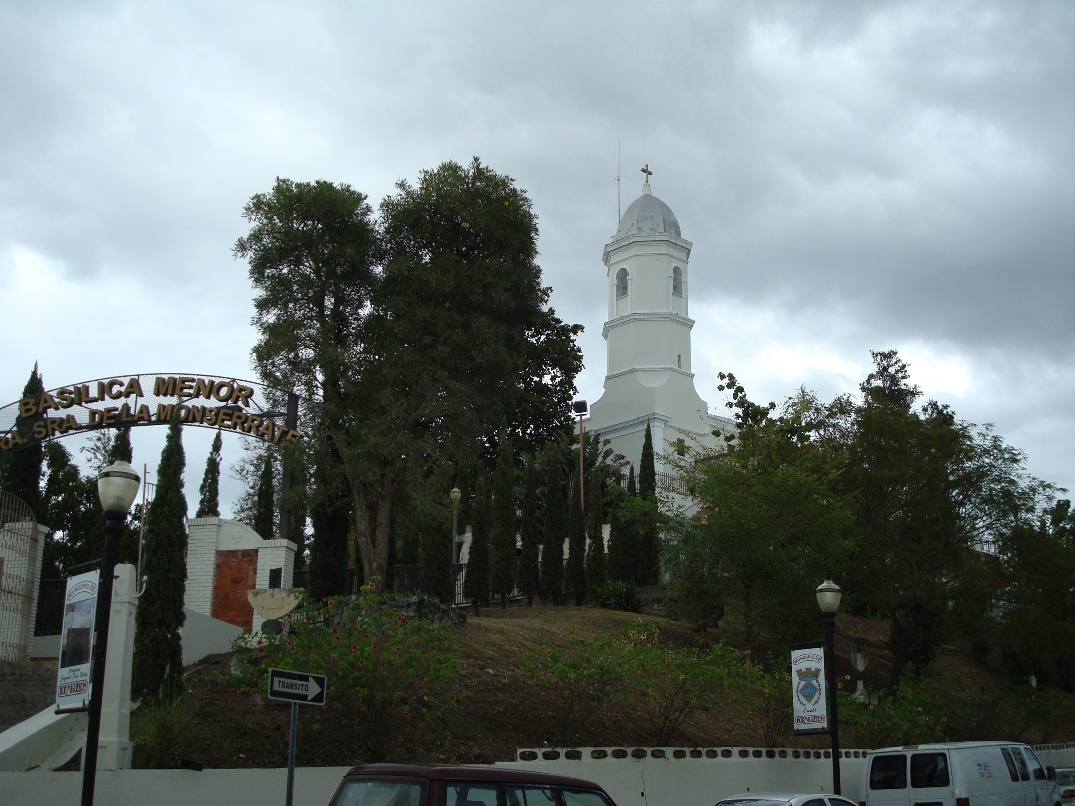
Basílica Menor de Nostra Senyora de Monserrate.

- 1590: Giraldo González va construir a Hormigueros una petita ermita com a primer santuari per venerar a la Verge.[2]
- En el 1720 el bisbe Fernando de Valvidia i Mendoza va declarar oficial i canònicament l'ermita d'Hormigueros com a Santuari Nacional de Puerto Rico.
- L'1 de juny de 1874 es va fundar la Parròquia de La Nostra Senyora de la Monserrate.
- el 19 de maig de 1998 Joan Pau II la va elevar a Basílica.

## Festes en honor de la Verge de Monserrate
Des dels miracles al segle xvi, la devoció a la Verge de la Monserrate ha anat en augment. Cada 8 de setembre, pelegrins de tot Puerto Rico arriben fins a la Basílica per venerar a la Verge i celebrar la festa en el seu honor.
"Es podria dir, que la devoció a la Verge sota l'advocació de Monserrate és la més forta a Puerto Rico i aquí arriba gent de tots els pobles a celebrar aquest esdeveniment de fe".